# Мера Жордана
Мера Жордана — один из способов формализации понятия длины, площади и {\displaystyle n}-мерного объёма в {\displaystyle n}-мерном евклидовом пространстве.

## Определение
Меру Жордана можно определить как единственную конечно-аддитивную меру, определённую на кольце многогранников и удовлетворяющую следующим условиям:
1. Меры конгруэнтных многогранников равны.
2. Мера единичного куба равна единице.

Максимальное кольцо множеств, на которое мера Жордана продолжается единственным образом, называется кольцом квадрируемых множеств.

## Построение

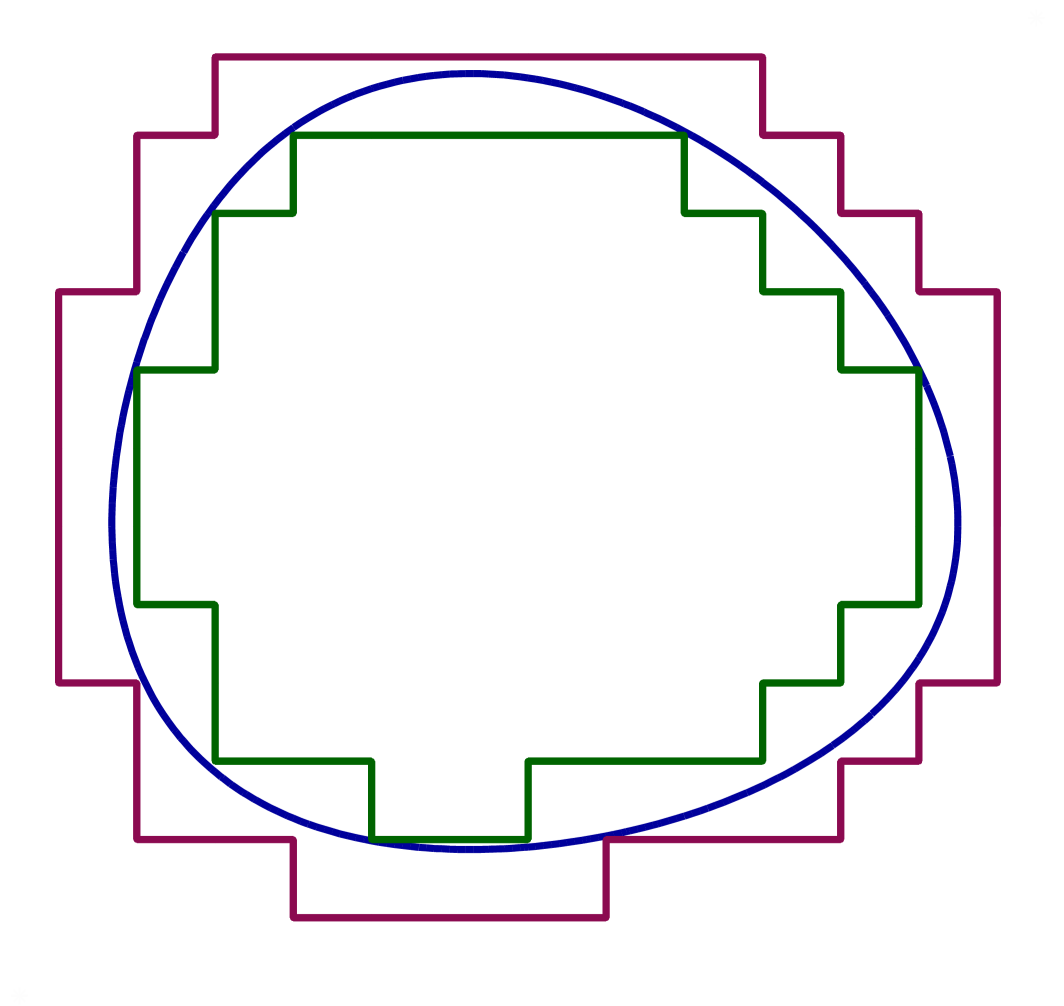
Множество измеримо по Жордану если внутренняя мера Жордана равна внешней мере Жордана.

Мера Жордана {\displaystyle m\Delta } параллелепипеда {\displaystyle \Delta =\prod _{i=1}^{n}[a_{i},\;b_{i}]} в {\displaystyle \mathbb {R} ^{n}} определяется как произведение
{\displaystyle m\Delta =\prod _{i=1}^{n}(b_{i}-a_{i}).}
Для ограниченного множества {\displaystyle E\subset \mathbb {R} ^{n}} определяются:
- внешняя мера Жордана
{\displaystyle m_{e}E=\inf \sum _{k=1}^{N}m\Delta _{k},\quad \bigcup _{k}\Delta _{k}\supset E}
- внутренняя мера Жордана
{\displaystyle m_{i}E=\sup \sum _{k=1}^{N}m\Delta _{k},\quad \bigcup _{k}\Delta _{k}\subset E,\quad \Delta _{k}\cap \Delta _{m}=\varnothing }, если {\displaystyle k\neq m,}

здесь {\displaystyle \Delta _{1},\;\Delta _{2},\;\ldots ,\;\Delta _{N}} — параллелепипеды описанного выше вида.
Множество {\displaystyle E} называется измеримым по Жордану (или квадрируемым), если {\displaystyle m_{e}E=m_{i}E}. В этом случае мера Жордана равна {\displaystyle mE=m_{e}E=m_{i}E}.

## Свойства
- Множества, измеримые по Жордану, образуют кольцо, на котором мера Жордана является конечно-аддитивной мерой.
- Мера Жордана инвариантна относительно движений евклидова пространства.
- Множество {\displaystyle F} измеримо по Жордану, если для любого {\displaystyle \varepsilon >0} существует пара многогранников {\displaystyle P} и {\displaystyle Q} таких, что 
{\displaystyle P\subset F\subset Q} и {\displaystyle mP+\varepsilon >mQ}.
- Ограниченное множество {\displaystyle E\subset \mathbb {R} ^{n}} измеримо по Жордану тогда и только тогда, когда его граница имеет нулевую меру Жордана (или, что равносильно, когда его граница имеет нулевую меру Лебега).    В частности, все множества, граница которых состоит из конечного числа гладких кривых и точек, измеримы по Жордану. Тем не менее существуют множества, ограниченные простой замкнутой кривой Жордана, которые не измеримы по Жордану.
- Внешняя мера Жордана одна и та же для {\displaystyle E} и {\displaystyle {\bar {E}}} (замыкания множества {\displaystyle E}) и равна мере Бореля {\displaystyle {\bar {E}}}.

## История
Приведённое понятие меры ввели Пеано (1887) и Жордан (1892). Впоследствии понятие было обобщено Лебегом на более широкий класс множеств.

## Пример множества, неизмеримого по Жордану
Рассмотрим меру Жордана {\displaystyle m}, определённую на {\displaystyle \mathbb {R} }. Пусть {\displaystyle A=\left[0,1\right]=\{x\in \mathbb {R} \colon 0\leqslant x\leqslant 1\}} — множество точек единичного отрезка., {\displaystyle \mathbb {Q} } — подмножество рациональных точек множества {\displaystyle A}, тогда {\displaystyle \mathbb {Q} }  — неизмеримое по Жордану множество, так как {\displaystyle m_{e}\mathbb {Q} =1,\;m_{i}\mathbb {Q} =0,\;m_{e}\mathbb {Q} \neq m_{i}\mathbb {Q} }, то есть верхняя и нижняя мера Жордана не совпадают (хотя это множество измеримо по Лебегу).